# 242
242（二百四十二、にひゃくよんじゅうに）は自然数、また整数において、241の次で243の前の数である。

## 性質
- 242は合成数であり、約数は 1, 2, 11, 22, 121 と 242 である。
  - 約数の和は399。
    - 約数の和が奇数になる26番目の数である。1つ前は225、次は256。

  - 約数の個数が3連続で同じになる9番目の数である。1つ前は230、次は243。
    - 約数の個数が4連続で同じになる最小の数である。次は3655。(オンライン整数列大辞典の数列 A006601)
      - 約数の個数が n 連続で同じになる最小の数である。1つ前の3連続は33、次の5連続は11605。(オンライン整数列大辞典の数列 A006558)
- 34番目の回文数である。1つ前は232、次は252。
  - 3つの回文数の積で表せる6番目の回文数である。1つ前は99、次は252。(オンライン整数列大辞典の数列 A078895)
- 約数の和が242になる数は1個ある。(241) 約数の和1個で表せる51番目の数である。1つ前は230、次は255。
- 各位の和が8になる22番目の数である。1つ前は233、次は251。
- 各位の積が各位の和の2倍になる9番目の数である。1つ前は224、次は318。(オンライン整数列大辞典の数列 A062034)
- 242 = 35 − 1
  - n = 5 のときの 3n − 1 の値とみたとき1つ前は80、次は728。(オンライン整数列大辞典の数列 A024023)
  - n = 3 のときの n5 − 1 の値とみたとき1つ前は31、次は1023。(オンライン整数列大辞典の数列 A258807)
- 242 = 2 × 112
  - n = 11 のときの 2n2 の値とみたとき1つ前は200、次は288。(オンライン整数列大辞典の数列 A001105)
  - 2つの異なる素因数の積で p2 × q の形で表せる30番目の数である。1つ前は236、次は244。(オンライン整数列大辞典の数列 A054753)
- 242 = 12 + 42 + 152 = 32 + 82 + 132 = 72 + 72 + 122
  - 3つの平方数の和3通りで表せる31番目の数である。1つ前は241、次は245。(オンライン整数列大辞典の数列 A025323)
  - 242 = 12 + 42 + 152 = 32 + 82 + 132
    - 異なる3つの平方数の和2通りで表せる41番目の数である。1つ前は241、次は246。(オンライン整数列大辞典の数列 A025340)
- 3桁以上の数で最大桁と最小桁で作る数で元の数を割り切れる29番目の数である。1つ前は240、次は253。(オンライン整数列大辞典の数列 A108343)
例．242 ÷ 22 = 11
  - 24…42 の形の数はすべて22の倍数である。(例．24…42 = 11…11 × 22)
- n = 242 のとき n と n + 1 を並べた数を作ると素数になる。n と n + 1 を並べた数が素数になる29番目の数である。1つ前は216、次は246。(オンライン整数列大辞典の数列 A030457)

## その他 242 に関連すること
- 西暦242年
- 第242代ローマ教皇はインノケンティウス12世である（在位：1691年7月12日～1700年9月27日）である。